# Symphyotrichum lentum
Symphyotrichum lentum là một loài thực vật có hoa trong họ Cúc. Loài này được (Greene) G.L.Nesom miêu tả khoa học đầu tiên.